# 春牟古丹島
春牟古丹島（俄語：Харимкотан，羅馬化：Kharimkotan，日语：／ Harimukotan tō */?）俄语音译哈里姆科坦岛，是俄罗斯千岛群岛中部的一个岛屿，岛名由来于阿伊努语「harum-kotan/ハリム・コタン」（大百合的村莊），岛的别名为加林古丹（かりんこたん）。原為日本领土，现在为俄罗斯領土。

## 地理
春牟古丹岛位于温禰古丹島和捨子古丹島之间，长约13公里，形状为顶点于西北方的三角形。岛中央为标高1157公尺的成层火山春牟古丹岳。岛北部有一个小港湾和沙滩，湾口的东端有一被称作丸崎的150公尺高台。岛的丘陵地区盛产樽前草。